# Kreuzkümmelöl

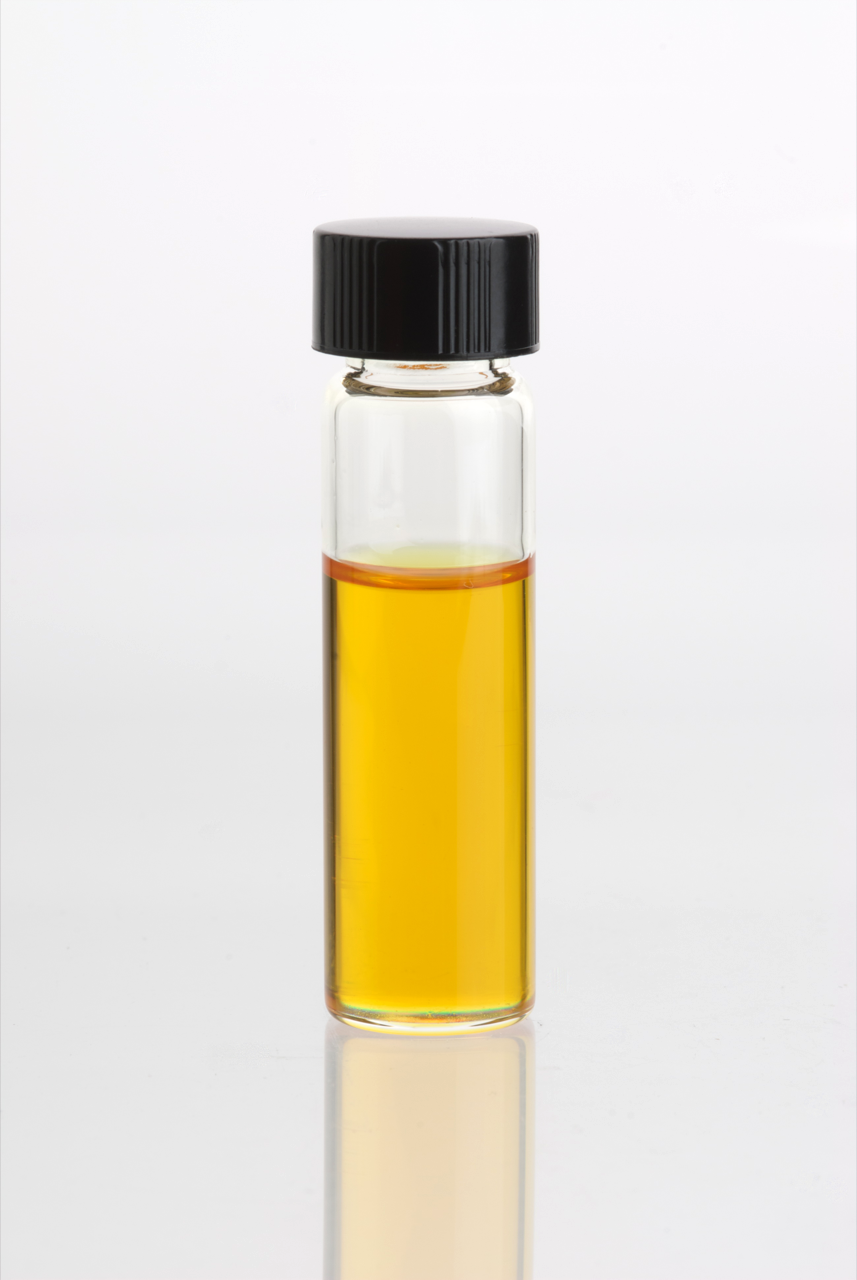
Kreuzkümmelöl

Kreuzkümmelöl (auch Cuminöl, römisch Kümmelöl, oleum cumini) ist das ätherische Öl des Kreuzkümmels.
Das Kreuzkümmelöl besitzt den charakteristischen Geruch des Kreuzkümmels.

## Eigenschaften
Das Kreuzkümmelöl ist hellgelb, sehr dünnflüssig und besteht aus Cuminol (dem Aldehyd des Cuminalkohols) und dem Kohlenwasserstoff Cymol. Man erhält circa 3 % Ausbeute an Kreuzkümmelöl aus den Früchten.